# Châtillon-sur-Lison
Châtillon-sur-Lison è una frazione del comune di Cussey-sur-Lison nel dipartimento del Doubs nella regione della Borgogna-Franca Contea. In precedenza comune autonomo, il 1º gennaio 2022 è confluito nel comune di Cussey-sur-Lison.

## Società

### Evoluzione demografica
Abitanti censiti